# Forum Energii
Forum Energii – interdyscyplinarny think tank zajmujący się transformacją energetyczną w Polsce. Forum Energii działa jako fundacja, która została powołana w 2016 r. Wcześniej, od 2014 r., organizacja funkcjonowała pod nazwą Forum Analiz Energetycznych. Organizację tworzą ekspertki i eksperci z doświadczeniem pracy m.in. w administracji publicznej, biznesie i nauce.

## Działalność
Forum Energii wspiera działania zmierzające do przeprowadzenia efektywnej kosztowo, niskoemisyjnej transformacji polskiego sektora energetycznego.
Prowadzi działalność w ramach programów strategicznych:
- Elektroenergetyka – dyrektorka: dr Aleksandra Gawlikowska-Fyk
- Ciepłownictwo – dyrektor: Piotr Kleinschmidt
- OZE – dyrektor: Tobiasz Adamczewski
- Finansowanie transformacji – dyrektorka: dr Sonia Buchholtz
- Miasta – dyrektorka: Anita Cieślicka

Cele statutowe realizowane są poprzez działalność badawczą, informacyjną i edukacyjną, publikacje analiz i artykułów opiniowych, organizację spotkań eksperckich oraz konferencji, prowadzenie dialogu pomiędzy kluczowymi interesariuszami, wspieranie współpracy międzynarodowej, wspieranie debaty publicznej, działalność informacyjną i edukacyjną, współpracę z mediami.
Forum Energii wypowiada się m.in. w kwestiach reformy unijnego systemu handlu uprawnieniami do emisji (EU ETS), uniezależnienia sektorów energetyki i ciepłownictwa od paliw kopalnych, unijnej polityki klimatycznej, funkcjonowania rynku mocy w Polsce, strategii dla ciepłownictwa, rozwoju odnawialnych źródeł energii czy ubóstwa energetycznego.

## Władze
Prezeską Forum Energii od początku jego istnienia jest dr Joanna Maćkowiak-Pandera. W 2021 r. do zarządu jako wiceprezeska dołączyła Lidia Kołucka. Nadzór nad działalnością statutową organizacji sprawuje rada nadzorcza w składzie:
- Paweł Smoleń (przewodniczący)
- Piotr Otawski
- Antoni Bielewicz